# بولنغ بطي
البولنغ البطيّ هو نوع مختلف من رياضة البولنغ تُستخدم فيه قوارير بطية وهي ضربٌ قصير من قوارير البولنغ.